# Leroy Fer
Leroy Fer (født 5. januar 1990) er en hollandsk professionel fodboldspiller, som spiller for den tyrkiske Süper Lig-klub Alanyaspor.

## Klubkarriere

### Feyenoord
Fer startede sin seniorkarriere hos den hollandske klub Feyenoord, hvor han også spillede som ungdomsspiller. Her var han i 2008 med til at vinde den hollandske pokaltitel.

### FC Twente
Fer skiftede til FC Twente i august 2011.

### Norwich City
I 2013 skiftede Fer til engelsk fodbold, hvor han skrev kontrakt med Premier League-klubben Norwich City. I sin første sæson hos 'kanariefuglene' scorede han tre mål i 29 kampe. Alligevel var det ikke nok til at holde klubben fra nedrykning.  

### Queens Park Rangers
Fer skiftede herefter til Queens Park Rangers, som havde rykket op i Premier League. Fer havde en god sæson, men QPR rykkede dog stadig ned. Det var forventet at han herefter ville forlade klubben, og han var allerede præsenteret hos Sunderland, men efter at han fejlede sit lægetjek på grund af et knæproblem, forblev han hos QPR.

#### Lån til Swansea City
Fer blev i februar 2016 udlånt til Swansea City.

### Swansea City
Efter en god halvsæson på lån blev aftalen gjort permanent med Swansea City. 
Fer blev over de næste sæsoner fast mand på holdet, og blev trods nedrykning i 2016-17 sæsonen. Fer blev gjort til holdets anfører i august 2018.

### Feyenoord retur
Efter kontraktudløb med Swansea, vendte Fer tilbage til Feyenoord i august 2019.

### Alanyaspor
Fer skiftede til Alanyaspor i august 2021 efter kontraktudløb hos Feyenoord.

## Landshold

### Ungdomslandshold
Fer har repræsenteret Holland på flere ungdomsniveauer.

### Seniorlandshold
Fer debuterede for seniorlandsholdet den 11. august 2010.
Fer var en del af den hollandske trup til VM i 2014 i Brasilien. Fer scorede sit første landskampmål den 23. juni 2014 i den sidste gruppekamp mod Chile.

## Titler
KNVB Cup
- 2008 med Feyenoord